# Мацьківка
Мацьківка (пол. Maćkówka) — село на Закерзонні в Польщі, у гміні Заріччя Переворського повіту Підкарпатського воєводства.
Населення — 826 осіб (2011).

## Історія
У 1868 р. в селі Мацьківка було 12 греко-католиків, які належали до парохії Миротин Каньчуцького деканату Перемишльської єпархії. На той час унаслідок півтисячоліття латинізації та полонізації українці лівобережного Надсяння опинилися в меншості.
Відповідно до «Географічного словника Королівства Польського» в 1881 р. Мацьківка знаходилася в Ланцутському повіті Королівства Галичини і Володимирії, було 498 мешканців, з них 440 римо-католиків.
У 1937 р. в селі проживало 7 українців-грекокатоликів, які належали до парохії Миротин Лежайського деканату Перемишльської єпархії. Село входило до ґміни Переворськ Переворського повіту Львівського воєводства. Українська меншина села не могла чинити спротив хвилі антиукраїнського терору і державного етноциду після Другої світової війни.
У 1975-1998 роках село належало до Перемишльського воєводства.

## Демографія
Демографічна структура станом на 31 березня 2011 року:
|          | Загалом | Допрацездатний вік | Працездатний вік | Постпрацездатний вік |
| -------- | ------- | ------------------ | ---------------- | -------------------- |
| Чоловіки | 405     | 102                | 260              | 43                   |
| Жінки    | 421     | 93                 | 227              | 101                  |
| Разом    | 826     | 195                | 487              | 144                  |